# Ariamne I di Cappadocia
Ariamne I (in greco antico: Ἀριάμνης?, Ariámnēs; ... – 330 a.C.) fu satrapo della Cappadocia (362 a.C.–330 a.C.) sotto la sovranità persiana.
Figlio di Datame e padre di Ariarate I e Oloferne, Diodoro ci dice che governò per cinquanta anni.